# Olivier Sorin
Olivier Sorin (Gien, Francia, 16 de abril de 1981) es un futbolista francés que jugaba como guardameta en la Ligue 1. Actualmente es entrenador de porteros del Stade Rennes Football Club.

## Equipos
| Club            | País    | Año         |
| --------------- | ------- | ----------- |
| AS Nancy        | Francia | 2001-2007   |
| Auxerre         | Francia | 2007 - 2014 |
| Stade de Rennes | Francia | 2014 - Act. |